# Østrigske kejsere
Det østrigske kejserrige udråbtes i 1804 af Franz 1., der indtil 1806 var tysk-romersk kejser. I 1867 ophøjedes de ungarske dele af monarkiet til et kongerige i personalunion med det østrigske kejserrige. Kejserne var derefter kejser af Østrig og konge af Ungarn, og det samlede monarki betegnedes oftest som Østrig-Ungarn. Monarkiet afskaffedes ved afslutningen af 1. verdenskrig, da Østrig-Ungarn opdeltes i en række selvstændige stater.
Alle fire kejsere var af fyrstehuset Habsburg-Lothringen.

## Liste over østrigske kejsere

### Huset Habsburg-Lothringen
| Portræt | Navn            | Tiltrådte         | Fratrådte                         | Gift med | Relation til forgænger(e)       |
| ------- | --------------- | ----------------- | --------------------------------- | --- | ------------------------------- |
|         | Frans 1.        | 11. august 1804   | 2. marts 1835                     | (1) Elisabeth af Württemberg (2) Maria Theresia af Napoli og Sicilien (3) Maria Ludovika af Østrig-Este (4) Caroline Auguste af Bayern |                                 |
|         | Ferdinand 1.    | 2. marts 1835     | 2. december 1848 (abdiceret)      | Maria Anna af Savoyen | • Søn af Frans 1.               |
|         | Franz Joseph 1. | 2. december 1848  | 21. november 1916                 | Elisabeth af Bayern | • Nevø til Ferdinand 1.         |
|         | Karl 1.         | 21. november 1916 | 16. november 1918 (trådt tilbage) | Zita af Bourbon-Parma | • Grandnevø til Franz Joseph 1. |

## Kejsernes titel
I kejsertiden måtte skolebørn i Østrig lære kejserens titel udenad. Den lød (i en af de skiftende, lidt forskellige versioner):
| Hans Kejserlige og Kongelige Apostolske Majestæt N.N. af Guds Nåde Kejser af Østrig, Konge af Ungarn og Bøhmen, af Dalmatien, Kroatien, Slavonien, Galicien og Lodomerien, Illyrien, Lombardiet-Venetien; Konge af Jerusalem etc.; Ærkehertug af Østrig; Storhertug af Toscana og Krakow; Hertug af Lothringen, af Salzburg, Steiermark, Kärnten, Krain og Bukovina; Storfyrste af Transsylvanien, Markgreve af Mæhren; Hertug af Øvre og Nedre Schlesien, af Modena, Parma, Piacenza og Guastalla, af Auschwitz og Zator, af Teschen, Friaul, Ragusa og Zara; Fyrstelig Greve af Habsburg og Tyrol, af Kyburg, Görz og Gradisca; Fyrste af Trient og Brixen; Markgreve af Øvre og Nedre Lausitz og i Istrien; Greve af Hohenems, Feldkirch, Bregenz, Sonnenberg etc.; Herre af Trieste, Cattaro og på den Windische Mark; Storvojvod af vojvodskabet Serbien etc., etc. |